# 1917 v letectví
Tento článek obsahuje seznam událostí souvisejících s letectvím, které proběhly roku 1917.

## Události
- Zahájen provoz Letiště Cheb, prvního letiště na území dnešního Česka.
- první let typu Aviatik D.I

### Duben
- Krvavý duben – Royal Flying Corps ztrácí při podpoře Arraské ofenzívy 245 letadel (z toho 140 v prvních dvou týdnech) ze svého původního stavu 365 letadel. 211 členů posádek letadel bylo zabito a 108 zajato.
- 6. dubna – Spojené státy americké vyhlašují válku Německu

### Květen
- 9. května – francouzské letecké eso René Fonck sestřeluje 6 německých letounů v jednom dni

### Září
- 11. září – francouzské letecké eso a národní hrdina Georges Guynemer zahynul v leteckém souboji
- 26. září – René Fonck už podruhé sestřeluje 6 německých letounů v jednom dni

### Listopad
- 16. listopadu – Vzducholoď LZ 104 vystartovala k rekordnímu letu nad Afrikou. Uletěla 6 757 km bez mezipřistání.

## První lety
- Berkmans Speed Scout
- Gotha G.V, německý dvoumotorový bombardér
- Martinsyde F.1, britský prototyp dvoumístné stíhačky
- Nieuport 24
- Orenco A
- Phönix D.I
- Saunders T.1
- Standard E-1

### Leden
- Sopwith Camel zalétán Harry Hawkerem
- 5. ledna – Sage Type 3
- 15. ledna – Siemens-Schuckert R.VII
- 24. ledna –  Aviatik D.I
- 28. ledna –  Junkers J.I

### Únor
- 16. února – Fairey Campania

### Březen
- Ansaldo SVA

### Duben
- 4. dubna – SPAD S.XIII, francouzský stíhací dvouplošník

### Květen
- Pfalz D.III, německý stíhací dvouplošník
- 23. května – Sopwith 5F.1 Dolphin, britský stíhací dvouplošník

### Červen
- Sopwith Cuckoo, britský torpédový bombardér

### Červenec
- Airco D.H.9
- Siemens-Schuckert Dr.I
- 5. července – Fokker Dr.I

### Srpen
- Phönix D.I, rakousko-uherský stíhací dvouplošník

### Září
- 13. září – Sopwith Hippo
- 18. září – Junkers J.7

### Říjen
- Sopwith 7F.1 Snipe
- Siemens-Schuckert D.III
- 13. října – LFG Roland D.VI
- 15. října – Alcock Scout

### Listopad
- 15. listopadu – SPAD S.XIV, francouzský plovákový stíhací letoun
- 30. listopadu – Vickers Vimy, britský těžký bombardér

### Prosinec
- 10. prosince – Junkers J8, německý prototyp bitevního letounu